# Иргаклы (Крым)
Иргаклы́ (укр. Іргакли, крымскотат. Irğaqlı, Ыргъакълы) — исчезнувшее село в Джанкойском районе Республики Крым, располагавшееся на северо-востоке района, на полуострове Тюп-Тархан, примерно в 2 км к востоку от современного села Чайкино.

## Динамика численности населения
| - 1864 год — 18 чел. - 1889 год — 66 чел. - 1892 год — 38 чел. | - 1900 год — 50 чел. - 1915 год — 21/6 чел. - 1926 год — 9 чел. |

## История
Первое документальное упоминание села встречается в Камеральном Описании Крыма… 1784 года, судя по которому, в последний период Крымского ханства Эргаклы входил в Дип Чонгарский кадылык Карасубазарского каймаканства. После присоединения Крыма к России (8) 19 апреля 1783 года, (8) 19 февраля 1784 года, именным указом Екатерины II сенату, на территории бывшего Крымского Ханства была образована Таврическая область и деревня была приписана к Перекопскому уезду. После Павловских реформ, с 1796 по 1802 год, входила в Перекопский уезд Новороссийской губернии. По новому административному делению, после создания 8 (20) октября 1802 года Таврической губернии, Иргаклы территориально находился в Биюк-Тузакчинской волости Перекопского уезда, но в Ведомости о всех селениях, в Перекопском уезде состоящих… от 21 октября 1805 года деревня не числится. На военно-топографической карте генерал-майора Мухина 1817 года деревня обозначена как Аргаклы с 15 дворами. После реформы волостного деления 1829 года Иргаклы, согласно «Ведомости о казённых волостях Таврической губернии 1829 года», остался в составе Тузакчинской волости. На карте 1836 года в деревне 20 дворов, как и на карте 1842 года.
В 1860-х годах, после земской реформы Александра II, деревню включили в состав Владиславской волости того же уезда. В «Списке населённых мест Таврической губернии по сведениям 1864 года», составленном по результатам VIII ревизии 1864 года, Эргаклы — владельческая татарская деревня, с 6 дворами и 18 жителями при колодцах. По обследованиям профессора А. Н. Козловского начала 1860-х годов, в селении вода в колодцах глубиной от 1,5—3 до 5 саженей (от 2 до 10 м) была частью солоноватая, а частью солёная. Согласно «Памятной книжке Таврической губернии за 1867 год», деревня Иргаклы была покинута жителями в 1860—1864 годах, в результате эмиграции крымских татар, особенно массовой после Крымской войны 1853—1856 годов, в Турцию и оставалась в развалинах. На трёхверстовой карте Шуберта 1865—1876 года в деревне Иргаклы отмечены 5 дворов. К 1886 году Владиславская волость была упразднена и в «Памятной книге Таврической губернии 1889 года» по результатам Х ревизии 1887 года записан Иргаклы Байгончекской волости с 9 дворами и 66 жителями.
После земской реформы 1890 года отнесли к Ак-Шеихской волости.Согласно «…Памятной книжке Таврической губернии на 1892 год», в деревне Иргаклы, не входившей ни в одно сельское общество, числилось 38 жителей в 5 домохозяйствах. По «…Памятной книжке Таврической губернии на 1900 год» в Иргаклы числилось 50 жителей в 16 дворах. По Статистическому справочнику Таврической губернии. Ч.II-я. Статистический очерк, выпуск пятый Перекопский уезд, 1915 год, на хуторе Иргаклы (наследников Челябиной) Ак-Шеихской волости Перекопского уезда числилось 2 двора с русским населением в количестве 21 человек приписных жителей и 6 — «посторонних».
После установления в Крыму Советской власти, по постановлению Крымревкома от 8 января 1921 года № 206 «Об изменении административных границ» была упразднена волостная система и в составе Джанкойского уезда был создан Джанкойский район. В 1922 году уезды преобразовали в округа. 11 октября 1923 года, согласно постановлению ВЦИК, в административное деление Крымской АССР были внесены изменения, в результате которых округа были ликвидированы, основной административной единицей стал Джанкойский район и село включили в его состав. Согласно Списку населённых пунктов Крымской АССР по Всесоюзной переписи 17 декабря 1926 года, на хуторе Иргаклы-Байда Акчоринского (татарского) сельсовета Джанкойского района, числилось 2 двора, население составляло 9 человек, все русские. Время упразднения селения из доступных источников не выяснено, вероятно, хутор был поглощён расположенным рядом селом Акчора Татарская.